# Roberto Russo (Regisseur)
Roberto Russo (* 28. September 1947 in Rom) ist ein italienischer Filmregisseur und -produzent.

## Leben
Russo begann seine berufliche Karriere als Fotograf. In dieser Funktion war er auch Mitte der 1970er Jahre für die Standfotos einiger Filmproduktionen engagiert. 1983 legte er als Regisseur, Produzent und Drehbuchautor seinen Erstlingsfilm Flirt vor, für den er mit dem David di Donatello 1984 als bester Regiedebütant ausgezeichnet wurde. In diesem Film um eine Menage a trois spielte seine Lebensgefährtin Monica Vitti die Hauptrolle. Nach einer Reihe von kritikgeschätzten Kurzfilmen entstand mit ihr auch sein zweites (und letztes) Werk drei Jahre später, Francesca e mia. Weitere drei Jahre später fungierte Russo als Produzent und Autor von Vittis eigenem Scandalo segreto.
Russo und Vitti heirateten nach 27-jähriger Beziehung im Jahr 2000.

## Filmografie
- 1983: Flirt
- 1986: Francesca e mia
- 1989: Scandalo segreto (Produktion, Buch)